# Hem, Nord

Hem este o comună în departamentul Nord, Franța. În 1 ianuarie 2022 avea o populație de 18.579 de locuitori.